# 上杉治広
上杉 治広（うえすぎ はるひろ）は、江戸時代中期から後期にかけての大名。出羽国米沢藩10代藩主。山内上杉家26代当主。

## 生涯
明和元年7月11日（1764年8月8日）、米沢藩8代藩主・上杉重定の次男として米沢で誕生。幼少期は9代藩主・上杉治憲（鷹山）の側近の一人・木村丈八高広が教育掛をした。天明2年（1782年）に同母兄・勝煕を差し置いて治憲の養嗣子となる。天明5年（1785年）、養父の隠居により家督を継いだ。この時、治憲が若年の治広に家督を譲ったのは、改革の抵抗勢力による反発や疲労、幕府普請の回避、徳川光圀が兄・頼重の子である綱條を後継にした例に倣って、先代重定存命中の先代実子への継承希望などがあったものと言われている。家督相続の際、治憲は治広に対して次のような訓戒（伝国の辞）を送っている。
家督を継いだ治広は実父・重定と共に、隠居した治憲に自身の藩政後見を要望した。このため政務については治広を前面に立てたとはいえ、実質的には治広の治績は治憲の後見によるところが大きく、治広が独自の政策を口出す機会は無かったと言われている。
天明年間は志賀祐親が財政再建を主導するも失敗し、寛政以降は莅戸善政・政以親子が中心となって財政再建及び改革が進行し、養父の改革は治広治世中にその成果があらわれ、寛政3年（1791年）に領内の人口が9万9119人だったのが、寛政10年（1798年）には10万3721人となる。享和元年（1801年）に町在に五什組合を組織させ、相互扶助の体制を整えた。また、治世中に藩事業としては初めての用水路工事である北条郷新堰工事が黒井忠寄より行われ、黒井の発案した飯豊山穴堰工事も着手された。
治憲の養子となった年にその長男・顕孝を世子としたが、顕孝が早逝したため、甥（勝煕の長男）の斉定を世子とし、治憲が養育・薫陶した斉定の成長を待って文化9年（1812年）9月7日に隠居した。文政2年（1819年）には持病の中風症が再発したため、治憲と共に赤湯温泉に湯治に行った記録がある。
文政5年3月11日（1822年4月2日）に鷹山が死去すると、半年後の9月11日（10月25日）にその後を追うように死去した。享年59。

## 官歴
- 天明2年（1782年）9月19日：治憲の養嗣子となり、元服。徳川家治の一字を拝領し、『治広』と称す。従四位下中務大輔に叙任。
- 天明5年（1785年）2月7日：家督相続し、弾正大弼に転任。同年12月18日、侍従兼任。
- 文化7年（1810年）12月16日：左近衛権少将を兼任。侍従を去る。
- 文化9年（1812年）9月7日：隠居し、兵庫頭に遷任。左近衛権少将如元。

## 家臣
文化3年刊行された江戸武鑑に見られる治広治世下の主要家臣は以下のとおり。なお、括弧内の役職は『上杉鷹山』で補足した米沢藩内での役職名。なお、刊行の都合により内容は文化3年以前の可能性が高い。
【家老、奉行、侍頭】
本庄弥次郎、長尾権四郎、中条兵四郎、千坂太郎左衛門、色部弥三郎、毛利若狭、竹俣翁助、市川豊後、清野伊勢松、島津左京、平林蔵人、竹俣権左衛門、廣居図書、莅戸九郎兵衛（奉行）
【中老】
大石左膳
【用人】
須田多仲、須田数馬、竹俣郡太、神保容助（提学）、丸山平六（大目付）、島田多門（仲之間年寄）、佐藤市右衛門、服部与右衛門（仲之間年寄）
【御城使】
片山長左衛門、登坂利兵衛

## 人物
治憲と比較されることを嫌ってか教育掛の木村高広を遠ざける傾向があり、責任を感じた高広が切腹する事態になっている。
隠居した理由は中風症になったことが理由であった。また、文政2年（1819年）に中風症を再発した際は鷹山が付き添いで赤湯温泉に湯治に行っているなど、体は壮健ではなかったようである。

## 系譜
- 父：上杉重定
- 母：於勢の方 - 小川嘉内の娘
- 養父：上杉治憲
- 正室：純姫 - 松平義敏の長女、徳川宗睦の養女
  - 男子：上杉久千代
- 側室：伏屋氏
  - 女子：三姫 - 上杉斉定正室
  - 女子：貞姫 - 板倉勝俊正室
  - 女子：演姫 - 池田斉稷正室
  - 女子：祇子 - 畠山義宣正室
  - 女子：増子 - 畠山義宣継室
- 側室：本間氏
- 養子
  - 男子：上杉顕孝 - 上杉治憲の長男
  - 男子：上杉斉定 - 上杉勝熙の子